# Слънчогледът
„Слънчогледът“ (на румънски: Floarea Soarelui) е картина от румънския художник Йон Тукулеску от 1954 г.
Картината е нарисувана с маслени бои върху платно и е с размери 47 x 55 cm. „Слънчогледът“ е част от втория етап в творчеството на Йон Тукулеску, който обхваща периода 1947– 1956 г. През този период творбите му са повлияни от фолклора. Използването на природни елементи и автобиографични препратки е в контекста на румънското изобразително изкуство между двете световни войни и след края на Втората световна война. Това е една от най-характерните му картини. На преден план, в лявата страна, се откроява яркожълт слънчоглед на фона на множество други и облачно небе. Картината е по-близо до естетиката на наивното изкуство, отколкото „Слънчогледите“ на Ван Гог. „Слънчогледът“ се откроява с богати ярки цветове – оранжево, жълто и червено.
Картината е част от фонда на Националния музей за изкуство на Румъния в Букурещ.